# Японская военная миссия в России
Японская военная миссия в России — официальное представительство японских вооружённых сил в Российской империи в годы Первой мировой войны, действовавшее в рамках союзнических отношений между двумя странами. Возникновение миссии было обусловлено геополитическим сближением России и Японии после русско-японской войны и их союзническими отношениями в рамках Антанты, формализованными договором 1916 года. Основными задачами миссии были наблюдение за боевыми действиями на Восточном фронте, сбор военной, политической и экономической информации, содействие в поставках японского вооружения и снаряжения для русской армии, обмен информацией об противнике, а также изучение опыта ведения современной войны.
В состав миссии в разное время входило около 30 офицеров 2-го (разведывательного) управления японского Генерального штаба, прикомандированных к штабам фронтов и армий, а также высшие военные представители при Ставке. Кроме того, действовали сотрудники торгово-справочного бюро, занимавшиеся военными поставками, командированные чиновники и временные делегации, например, морская миссия 1916 года. Общее руководство осуществляли военный атташе в Петрограде и главный представитель при Ставке.
Деятельность миссии включала не только наблюдение, но и активное участие в решении вопросов снабжения русской армии, внесение предложений по логистике и техническим аспектам вооружений. Японские офицеры совершали многочисленные поездки по фронтам, тыловым районам, посещали оборонные предприятия, военные училища и участвовали в учениях. Некоторые члены миссии принимали непосредственное участие в боевых действиях и были награждены российскими орденами. Особое внимание с 1917 года уделялось изучению внутриполитической обстановки в России.
Миссия прекратила свою деятельность после Октябрьской революции 1917 года и выхода Советской России из войны. Большинство её членов были эвакуированы к началу 1918 года. Опыт и информация, собранные миссией, оказали влияние на модернизацию японской армии и планирование последующей японской интервенции на Дальнем Востоке России, в которой приняли участие некоторые бывшие члены миссии. 

## Предыстория
Отношения между Российской и Японской империями в период Первой мировой войны отличаются от отношений в предшествующий период. Несмотря на недавнюю русско-японскую войну, геополитические интересы двух стран сблизились и к 1914 году отношения стран стали де-факто союзническими. 23 августа 1914 года Япония вступила в войну на стороне Антанты, объявив войну Германии. Японские силы успешно захватили германскую концессию Цзяо-Чжоу и ряд микронезийских островов. Япония стала одним из основных партнёров России, поставляя значительные объёмы снаряжения, амуниции и других военных материалов для русской армии. 7 июля 1916 года между Россией и Японией был подписан союзный договор.

## Организация
К 1917 году в японском посольстве количество японских военных не уступало количеству гражданских кадровых дипломатов. В состав японского представительства входили не только сотрудники военного атташата, но и наблюдатели при фронтах, представитель при Ставке Верховного главнокомандующего, военные сотрудники торгово-справочного бюро, занимавшиеся вопросами поставок военного оборудования, а также командированные сотрудники министерства финансов и экономики. Жалованье военных, составлявшее 200 йен в месяц, вдвое превышало жалованье дипломатов. Общее руководство работой японских наблюдателей осуществляли военный атташе и главный военный представитель Японии при русской Ставке Верховного главнокомандования, которым, как правило, назначался кадровый сотрудник Разведывательного управления Генштаба в звании генерал-майора с опытом военно-дипломатической или агентурной работы. В некоторых случаях члены миссии носили японскую форму, в то время как в других случаях отдельные офицеры, включая военного атташе, надевали русскую полевую форму.

## Состав

### Военный и морской атташат
Аппарат военного и морского атташе при японском посольстве в Петрограде являлся официальным военным представительством Японии в столице Российской империи. Сотрудники атташата базировались в Петрограде, поддерживали связь с российскими Военным и Морским министерствами и Главным штабом, собирали информацию и формально числились в штате посольства, обладая дипломатическим статусом.
Военный атташе в Петрограде совместно с главным представителем при Ставке осуществлял общее руководство деятельностью японских наблюдателей на фронтах. С сентября 1914 года по март 1917 года пост военного атташе (в документах того времени также «военный агент») занимал полковник (позднее генерал-майор) Одагири Масадзуми.
В феврале-марте 1917 года Одагири на посту военного атташе сменил генерал Исидзака Дзэндзиро. Исидзака при этом сохранил за собой и пост представителя при Ставке, объединив таким образом функции взаимодействия как с центральными ведомствами в Петрограде, так и с верховным командованием в Могилёве. Помощником военных атташе (Одагири, затем Исидзаки) служил майор Хасимото Тораносукэ, офицер разведывательного управления, ранее работавший наблюдателем при 8-й армии.
Интересы Императорского флота Японии представлял морской атташе (морской агент), капитан 2-го ранга Судзуки Отомэ.

### Военные наблюдатели
После начала Первой мировой войны и вступления в неё Японии на стороне Антанты, между союзниками были достигнуты договорённости о военном сотрудничестве. 17 августа 1914 года Ставка Верховного главнокомандующего удовлетворила запрос японского военного атташе в Петрограде о прикомандировании к русской действующей армии пяти японских офицеров, проходивших в России языковую стажировку. Это решение было принято в связи с предъявлением Японией ультиматума Германии и предложением в области военных поставок. Первоначально были прикомандированы четыре офицера японского Генерального штаба, проходившие годичную языковую стажировку в России: капитаны Микэ Кадзуо и Хасэбэ Сёго, майоры Нагано Икумаро и Сакабэ Тосио. Немного позже в Харбин, в распоряжение командования 2-го отряда Заамурского округа пограничной стражи, были направлены капитаны Хасимото Тораносукэ и Хаяси Дайхати.
Всего за годы войны в русской армии в качестве военных наблюдателей побывало около 30 офицеров 2-го (разведывательного) управления японского Генерального штаба, при этом единовременно в действующей армии находилось 5-6 японских офицеров. В основном, они находились при штабах русских фронтов, армий и корпусов. Находясь в Петрограде, японские наблюдатели, как правило, проживали в гостинице «Астория». Они занимались сбором военной, политической и экономической информации, используя легальные возможности.   
В 1914-1915 годах, помимо представителя при Ставке, в войсках находились: полковник Фукуда (1-я армия), майоры Сакабимэ Сухо и Хасэбэ Сиого (2-я армия), майор Нагано Икума (3-я армия), ротмистр Хасимото Тораносикэ (8-я армия). В феврале 1915 г. генерал Оба побывал на передовой 3-й и 8-й русских армий в Галиции. Его наблюдения на фронте, по-видимому, укрепили общую позитивную оценку русской армии, распространенную среди японских военных и общественности.
В середине 1916 года капитан Токинори Цурумацу, специалист по артиллерии, стал первым иностранным офицером, допущенным в Кавказскую армию (через год его перевели в штаб румынской армии). К осени 1916 года на Румынский фронт в составе русского экспедиционного корпуса прибыли капитан Такэда и подполковник Араки Садао, разместившиеся в штабе в Яссах. До этого Араки служил при 11-й русской армии, а Такэда — при 5-й. При штабе 10-й армии с конца 1914 года находился капитан Микэ Кадзуо. Майор Р. Изомэ в сентябре 1915 года временно находился при штабе Гвардейского корпуса, капитан Обата — при штабе Гренадерского корпуса, подполковник Сицума — при штабе 2-й армии, полковник артиллерии Исидзака Зензиро — при штабе 5-й армии, награждён орденом Св. Анны 2-й степени с мечами за боевые заслуги в июне 1916 года.
Зимой 1917 года, предвидя возможные политические изменения в России, японский Генеральный штаб направил в страну очередную группу военных наблюдателей во главе с полковником Такаянаги Ясутаро. Помимо задач военного характера (оценка боевых действий и потенциала русской армии, анализ работы командования, обмен разведывательной информацией о противнике), перед Такаянаги была поставлена особая задача: изучение внутриполитической обстановки в России. До этого момента членам миссии такой вопрос не ставился.
Русское командование, несмотря на союзнические отношения, проявляло определенную осторожность в отношении японских офицеров. Тем не менее, Ставка Верховного главнокомандующего  вынужденно разрешение на посещение действующей армии даже тем японским военнослужащим, в отношении которых у русской контрразведки имелись подозрения. Например, разрешение на пребывание в действующей армии майора С. Араки, арестованного в 1912 году по подозрению в шпионаже во время поездки по Туркестану, было дано только после телеграммы генерала Самойлова из Токио. Самойлов указывал на особое расположение к Араки со стороны генерала Акаси, влиятельного заместителя начальника японского Генштаба, от которого зависели поставки оружия в Россию. Подобные подозрения вызывали также майор Фуруя Киёси и подполковник медицинской службы Иноуэ.

### Японские военные представители при Ставке Верховного главнокомандующего

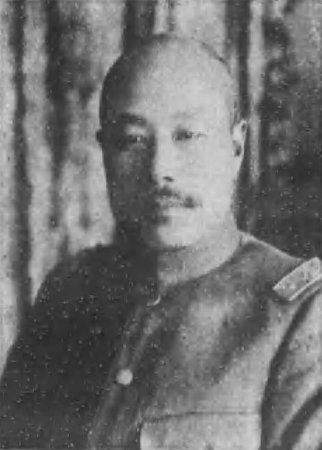
Оба Дзиро

Наряду с военными наблюдателями, работавшими непосредственно при штабах армий и фронтов, Япония также имела своего представителя при высшем органе военного управления России – Ставке Верховного главнокомандующего. С октября 1914 года японским представителем при Ставке, которую в то время возглавлял великий князь Николай Николаевич, стал генерал-майор Оба Дзиро. Как и другие военные представители союзных держав, Оба Дзиро жил в поезде великого князя, что давало ему возможность в течение нескольких месяцев непосредственно наблюдать за работой русского верховного командования. В своих донесениях новому военному атташе в Петрограде, полковнику Одагири Масадзуми (назначенному в сентябре 1914 года), Оба Дзиро отмечал определённый прогресс в боеспособности русской армии по сравнению с периодом русско-японской войны. Однако он указывал и на недостатки: недостаточную подготовку некоторых командиров, нехватку чувства ответственности и слабую координацию между частями. По мнению Оба Дзиро, русская армия уступала германской в манёвренности и стратегическом планировании.
Несмотря на критические замечания в служебных донесениях, по возвращении в Японию генерал Оба Дзиро в частных беседах и интервью (в частности, газете «Асахи») подчёркивал высокий боевой дух русских, их готовность сражаться до победы, выражал восхищение русскими солдатами и энергичной работой Верховного главнокомандующего. Он выражал уверенность в победе Антанты, хотя и признавал, что она не будет быстрой и лёгкой. Оба Дзиро стал первым японским военнослужащим, награждённым российским боевым орденом Святого Владимира с мечами (3-й степени), что было для него предметом особой гордости, поскольку иностранцы, как правило, не удостаивались этой награды. В январе 1915 года Оба Дзиро получил звание генерал-лейтенанта, а в феврале того же года был отозван в Японию для командования дивизией. Таким образом, его миссия при русской Ставке продлилась менее шести месяцев. Великий князь Николай Николаевич, по отзывам современников, не склонный к частым похвалам, выразил Оба Дзиро «особое уважение» и расстался с ним «с сожалением». Высокую оценку генералу Оба давал и представитель военно-морского флота при Ставке Д. В. Ненюков, который считал его своим приятелем. Ненюков описывал Оба как «очень умного и толкового генерала», подчеркивая, что он был единственным из союзных военных агентов того времени, имевшим боевой опыт, и поражал «своими глубокими знаниями по всем отраслям наук». 
Преемником Оба Дзиро стал генерал-майор Накадзима Масатакэ, 45-летний офицер, прибывший в Барановичи (где тогда располагалась Ставка) в середине марта 1915 года. Накадзима имел опыт службы в России: в 1910-1911 годах, в звании полковника, он занимал должность военного атташе в Петербурге. Непосредственно перед новым назначением он был вице-директором Бюро военной статистики японского Военного министерства. Протопресвитер армии и флота, служивший при Ставке, упоминал об участии японского генерала в застольных играх 11-летнего цесаревича Алексея. Журналист М.К. Лемке отмечал, что Накадзима уехал в Токио на коронационные торжества, пропустив поездку иностранных военных представителей по российским заводам в конце 1915 года. Одним из наиболее значимых событий, связанных с пребыванием Накадзимы при Ставке, стал его совет Николаю II направить в Японию личного представителя. Император неожиданно быстро согласился с этим предложением, не проводя консультаций с Министерством иностранных дел. 12 декабря 1915 года Николай II сделал запись в своём дневнике: «Решил послать Георгия в Японию».
Японские военные представители продолжали службу при Ставке и после того, как в конце августа 1915 года пост Верховного главнокомандующего занял сам Николай II, а Ставка была переведена из Барановичей в Могилёв. Как и великий князь Николай Николаевич, император ежедневно общался с представителями союзных армий за обедом. Нововведением стало общение в рабочем кабинете Николая II во дворце губернатора, обычно после доклада начальника штаба. Стиль общения с иностранными военными представителями при Николае II стал более открытым. Дипломатический чиновник при Ставке князь Кудашев сообщал министру иностранных дел Сазонову, что император «вошел с ними в непосредственный контакт, советуясь с ними и обмениваясь мнениями», и что генералы «от этого в восторге», поскольку при великом князе они общались в основном с Янушкевичем.

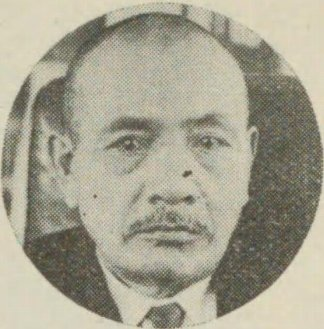
Такаянаги Ясутаро

Весной 1916 года полковник Исидзака Зензиро сменил Накадзиму Масатакэ на посту представителя японских вооружённых сил при русской Ставке. В феврале 1917 года, уже в звании генерала, Исидзака также сменил Одагири Масадзуми на посту военного атташе в Петрограде, сохранив при этом за собой должность представителя при Ставке. В апреле 1917 года преемником Исидзака при Ставке стал полковник Такаянаги Ясутаро, получивший звание генерал-майора летом того же года. Незадолго до отъезда Одагири в Японию был отозван и его давний помощник, подполковник Р. Изомэ. Генерал-квартирмейстер Главного управления Генерального штаба (ГУГШ) в прощальном письме к Изомэ, обращаясь к нему «милостивый государь Роман Фёдорович», выразил от себя и своих подчинённых «самые приятные воспоминания» о совместной службе. Такие тёплые слова редко адресовались иностранным офицерам со стороны русского командования.
В первые дни после Октябрьской революции, когда Советское правительство заявило о намерении начать переговоры о мире, главы союзных военных миссий при Ставке предприняли демарш. 10 ноября 1917 года Такаянаги Ясутаро, совместно с главами миссий других стран Антанты, вручил генералу Духонину коллективную ноту протеста против намерений большевиков заключить сепаратный мир в нарушение соглашения 1914 года. Духонин разослал текст ноты командующим фронтами в попытках организации альтернативного правительства.
После взятия Ставки большевиками 20 ноября дальнейшее пребывание союзных представителей в Могилёве стало невозможным. 22 ноября генерал Такаянаги, вместе с другими союзными представителями, переехал в Киев. На киевском вокзале для союзных миссий была устроена торжественная встреча с почётным караулом, глав миссий приветствовали представитель Генерального секретариата УНР по военным делам Ю. Гасенко и комендант Киева генерал-лейтенант О. Цицович. В ходе последующих контактов союзники, включая японскую сторону, предложили УНР помощь людьми, оружием и финансами для удержания фронта против Центральных держав, но это не было реализовано.

### Временная морская миссия

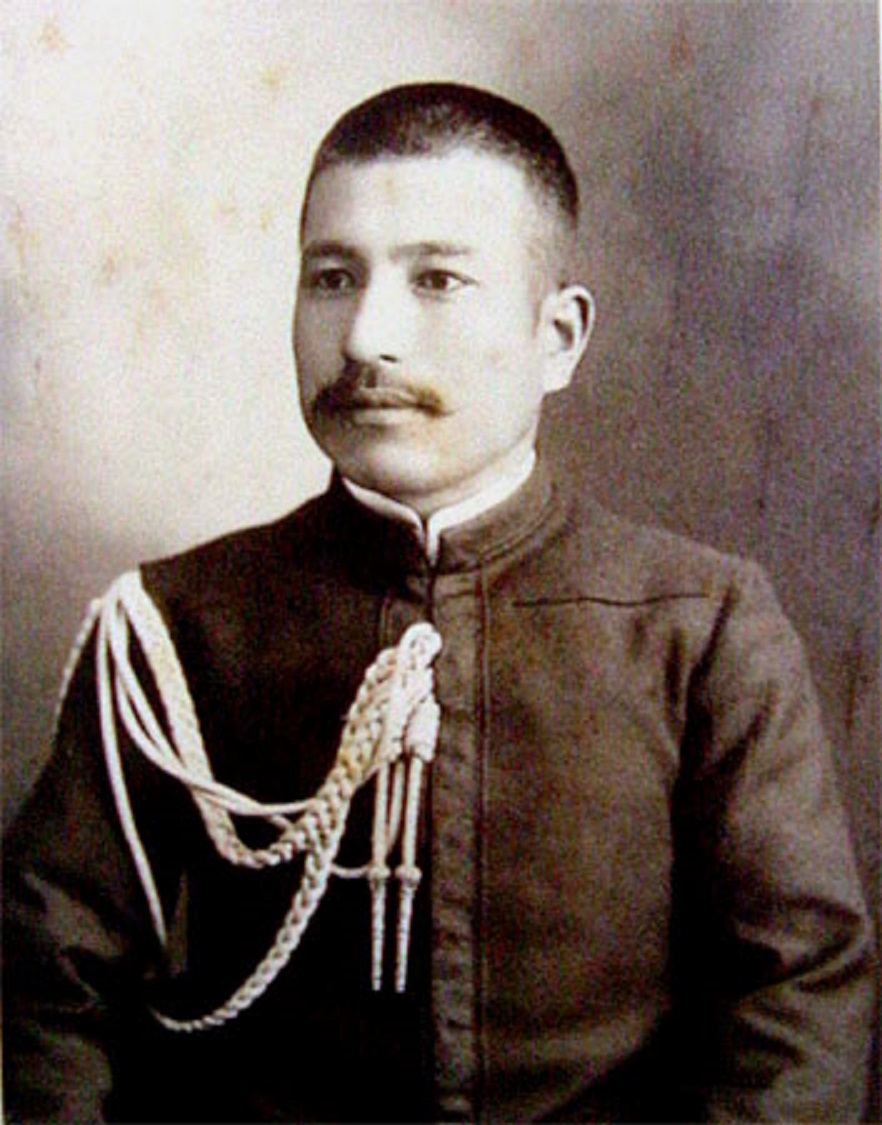
Акияма Санэюки

В марте-апреле 1916 года Россию посетила временная японская морская миссия во главе с начальником отдела Морского министерства (а в годы русско-японской войны – начальником штаба японского флота) контр-адмиралом Акияма Санэюки. В состав миссии входили капитаны 2-го ранга К. Яманаси и Т. Тоссу, капитан 2-го ранга Судзуки (морской атташе при японском посольстве в Петрограде), а также четверо младших чинов.
26 марта миссия прибыла в Петроград, где осмотрела Балтийский судостроительный завод. 29 марта состоялся завтрак у морского министра, на котором присутствовали члены миссии, министр иностранных дел, японский посол, а также высшие чины русского морского командования.
В рамках визита миссия посетила Кронштадт и Ревель, осмотрев крепости. Кроме того, в Морском Генеральном штабе в Петрограде японским представителям были предоставлены схемы движения русских тральщиков и секретные сведения об организации немецкого шпионажа в России. 4 апреля 1916 года японская морская миссия прибыла в Могилёв, где находилась Ставка Верховного главнокомандующего. Там состоялась встреча миссии с императором Николаем II.
Журналист М.К. Лемке оставил следующее описание встречи: «Сегодня прибыла японская морская миссия [...] Адмирала посадили у нас за генеральский стол, а остальных разместили с моряками. Все они черненькие, маленькие, довольно смешные. Все одеты в темно-синие суконные платья, но без всяких внешних отличий. У Алексеева они сидели после завтрака около часа, представлялись и царю. Когда Николай протягивал руку одному и тот низко кланялся, то кланялись и все остальные члены миссии. Один из них, имея орден Коршуна, полученный за действия против нас, не надел его при представлении; царь сказал (не ему), что напрасно, так как орден получен за честный бой».
Для обеспечения работы иностранных военных миссий в Ставке Верховного главнокомандующего был предусмотрен ряд организационных мер. В частности, за размещение и сопровождение представителей союзных армий отвечали специально назначенные офицеры. Так, с марта 1916 года корнет Крупин, находясь в распоряжении генерала для поручений при управлении генерал-квартирмейстера штаба полковника П.А. Базарова, а также генерала П.К. Кондзеровского, осуществлял надзор за размещением членов иностранных военных миссий, следил за порядком в гостинице, где они проживали, и выполнял другие поручения, в том числе конфиденциального характера. Например, когда в начале апреля 1916 года члены японской морской миссии во главе с контр-адмиралом С. Акиямой отправились на загородную прогулку, начальник штаба Ставки М.В. Алексеев, в обход установленного порядка, поручил Крупину передать им свои визитные карточки и карточки генерала М.С. Пустовойтенко.

## Деятельность

### Участие в боевых действиях
Большинство членов миссии не принимало непосредственного участия в боевых действиях, сосредоточившись на наблюдении и сборе информации. Тем не менее, некоторые члены японской военной миссии всё же приняли участие в боях на стороне русской армии, а также иногда находились под огнём противника. Так, капитан Обата Тосиро, военный представитель при штабе 7-й армии Юго-Западного фронта, «принимал непосредственное участие» в Брусиловском прорыве. В 1915 году генерал-майор Накадзима Масатакэ, член японской миссии при Ставке, по свидетельству графа Замойского, вместе с русскими солдатами ходил в атаку и был награждён орденом Святого Владимира.
Имеются также данные об участии в боевых действиях на стороне России капитана Кимуры Тикаёси (Куроки Тиканори), служившего при военном департаменте японского посольства в Петрограде и являвшимся военным наблюдателем на Румынском фронте. По данным Михайловы С. А., он непосредственно участвовал в боях и кратковременно командовал русскими офицерами и солдатами.
Хирата Томоо в 1914 году был переведён на должность генерального консула в Москве. Весной 1916 года, с разрешения российских властей, он совершил двухмесячную ознакомительную поездку по городам и портам России с целью изучения торгово-промышленного положения. Летом 1917 года он был направлен на Кавказский фронт, где позже участвовал в интервенции. Летом 1918 года он скончался от испанского гриппа в Батуми.
Летом 1916 года генерал-лейтенант Фукуда Масатаро, занимавший высокую должность в японском Генштабе, посетил Россию во главе военной делегации (в составе которой были капитан 1-го ранга Э. Ямамото, полковники З. Исидзака и М. Одагири, подполковник К. Уэда и капитан С. Араки). После аудиенций у Николая II и вдовствующей императрицы Марии Фёдоровны делегация, в сопровождении флигель-адъютанта графа А.С. Замойского, отправилась на Юго-Западный фронт. Поездка проходила с 9 по 25 июля 1916 года и включала посещение Киева, Бердичева, Луцка, Рожища, Шепетовки, Каменец-Подольска, Черновцов и других населённых пунктов. Японские офицеры неоднократно попадали под артиллерийский обстрел и бомбардировки, причём несколько снарядов упало в непосредственной близости от генерала Фукуды; посещали штабы и наблюдательные пункты, встречались с русскими военачальниками (включая генералов Брусилова, Каледина и Лечицкого), наблюдали за пленными и ходом боевых действий, в том числе и с передовых позиций. Во время одного из обедов генерал Фукуда произнёс тост за русскую армию. Членам делегации были вручены удостоверения о нахождении под огнём. По завершении поездки генерал Фукуда выразил благодарность Николаю II.
Известен случай попадания в плен японского офицера-наблюдателя на Восточном фронте. Капитан Такиити Вакадзава, оказавшийся в германском плену, в 1917 году сообщал в интервью газете San Francisco Examiner о своих наблюдениях в Австрии и Германии, отмечая продовольственный кризис в последней. По утверждению редакции, после освобождения Вакадзава вернулся в Японию и опубликовал серию статей в газете «Japan Advertiser».

### Содействие в поставках вооружения
Генерал-майор Накадзима Масатакэ, представитель при Ставке, в своих секретных донесениях в Токио сообщал о критическом положении с винтовками на фронте: по его данным, с января по октябрь 1915 года их число сократилось с 1,5 миллиона до 600 тысяч. От имени Верховного главнокомандующего Накадзиме было заявлено, что Россия располагает солдатами, но испытывает острую нехватку оружия, и любая помощь Японии в этом вопросе будет принята с огромной благодарностью. Накадзима поддержал этот запрос, считая, что от восстановления боеспособности русской армии зависит исход войны и стабильность внутри России. Дипломат Исии впоследствии отмечал, что, поставляя оружие, Япония стремилась не только усилить русскую армию, но и предотвратить внутренние волнения в России, которые могли бы привести к её выходу из войны.
Осенью 1915 года Накадзима посетил 8-ю армию, где наблюдал за применением японского оружия. По итогам поездки он представил в Ставку ряд предложений по улучшению технических характеристик поставляемого вооружения, изменению номенклатуры закупок (в частности, увеличить поставки гранат-«шимоз» и запасных частей) и оптимизации логистики. Учитывая ограниченную пропускную способность Владивостокского порта, особенно зимой, Накадзима рекомендовал использовать корейский порт Пусан, не замерзающий круглый год, с последующей перегрузкой на российскую железную дорогу в Харбине. Для предотвращения ошибок при распределении грузов он предложил создать промежуточные сортировочные базы в Москве или Киеве. Также Накадзима подчёркивал необходимость модернизации Владивостокского порта и увеличения пропускной способности Сибирской железной дороги.
Предложения Накадзимы были высоко оценены в Ставке, где признали исключительную важность своевременного и чётко организованного снабжения армии. Генеральный штаб получил указание учесть рекомендации Накадзимы при дальнейших закупках в Японии. В частности, военному агенту в Японии было приказано следовать советам Накадзимы относительно соотношения шрапнелей и гранат, а также изучить возможность окраски дыма от разрыва снаряда для облегчения пристрелки в зимних условиях. Накадзима заверял русское командование, что Япония прилагает все усилия для увеличения производства оружия, патронов и снаряжения для России, причём поставки осуществляются по минимально возможным ценам.

### Поездки и командировки
Японские делегации регулярно посещали российскую действующую армию, оборонные заводы и промышленные предприятия. Также практиковались многомесячные командировки в Россию японских военных и гражданских чиновников. Десятки младших офицеров японской армии и флота направлялись в Россию на длительный срок «для изучения русского языка» или с «научными целями». Русское командование, осознавая риски раскрытия военной информации, относилось к таким визитам с определённой настороженностью, несмотря на союзнические отношения. Начальник штаба Ставки в 1916 году, комментируя очередную просьбу японского офицера об ознакомительной поездке, отмечал, что чрезмерная открытость в демонстрации военных планов является недостатком. Эти поездки и командировки, помимо ознакомительных целей, были направлены также на обмен опытом.
19 мая 1915 года группа японских артиллеристов посетила Артиллерийский исторический музей в Петрограде. Осенью 1915 года группа представителей японского Генштаба, включавшая офицеров старшего и младшего состава, совершила ознакомительную поездку в Россию. Японские военные были прикомандированы к артиллерийскому складу в Ревеле (Таллине), где провели около четырёх месяцев. Пребывание этой делегации потребовало значительных расходов от российского правительства, в частности, на размещение в гостинице и выплату улучшенного довольствия (2259 рублей). Глава делегации, капитан 1-го ранга Осуми, был награждён российским орденом Святой Анны 2-й степени с бриллиантами.
25 января 1916 года 29-й Сибирский стрелковый полк, находившийся в резерве корпуса в районе деревень Носилово и Бояры (недалеко от Молодечно), посетила японская миссия в составе девяти офицеров и одного военного врача. Полк встретил представителей союзной державы под музыку оркестра. В тот же день для японских офицеров были проведены показательные учения с боевой стрельбой из пулеметов и бросанием боевых гранат.
Весной 1916 года группа японских офицеров во главе с военно-морским атташе, капитаном 2-го ранга Сузуки Отомэ, посетила петроградский авиационный завод акционерного общества «В. А. Лебедев» (один из шести авиазаводов, работавших в России в то время). 24 апреля (7 мая) 1916 года аэродром Эскадры воздушных кораблей (ЭВК) в Крестах под Псковом посетила группа из четырех офицеров Японской военной миссии, включая капитана Такэду. Представителей миссии сопровождали офицеры ЭВК: подполковник Генштаба К.К. Витковский, поручик Г.В. Алехнович (командир воздушного корабля «Илья Муромец V») и др. Программа визита включала осмотр тяжелого бомбардировщика «Илья Муромец V» и полёт на нем. По окончании визита японская делегация, по рекомендации сопровождавшего российского офицера, вручила поручику Г.В. Алехновичу бутылку водки, хотя Алехнович не употреблял алкоголь. 
В июле-августе 1916 года генерал М. Фукуда с группой офицеров осмотрел ряд оборонных предприятий Петрограда и губернии, включая Путиловский и Патронный заводы, Охтенские пороховые заводы, а также русско-американскую резиновую мануфактуру «Треугольник». Кроме того, делегация посетила военные училища, арсеналы, заводы и железнодорожные мастерские в Киеве, Москве, Туле (оружейные заводы) и Казани (пороховой завод). В тот же период на Северном фронте побывали японские военные специалисты: подполковник Кавасэ (автомобильное дело), поручики Савада и Сакамото (авиация), а также майор Канао и поручик Исивара. По данным японского военного атташе Одагири, только за первое полугодие 1916 года российские оборонные предприятия посетили восемь японских делегаций, а действующую армию – пять. Одагири отмечал высокую интенсивность таких визитов. 
В декабре 1916 года группа японских кавалеристов (майоры Умезаки и Огата, ротмистр Фукуда, капитаны Канэко, Синозука и Оосима, а также переводчик поручик Кимура) изучала кавалерийские части Северного фронта. В январе 1917 года полковник Ковачи, капитан Ичоо и подполковник Фуруя Киёси ознакомились с работой интендантской службы Западного фронта. Весной 1917 года ротмистр Юс изучал российское коннозаводство и состояние казачьих частей, посетив Москву, Воронеж, Харьков, Полтаву и другие города. В июне 1917 года делегация из одиннадцати старших японских офицеров во главе с полковником Х. Мацуи посетила Павловское военное училище. На следующий день делегация осмотрела авиазавод Лебедева, моторный Русско-Балтийский завод и мебельную фабрику «Ф. Мельцер и К°», где также производились самолёты. 
В мае 1917 года капитан Обата посетил дивизию генерал-майора В.Ф. Джунковского. Джунковский, не предупреждая подчинённых о визите, повёз Обату на позиции и в части дивизии, предоставив японскому офицеру самому выбирать места для осмотра. По свидетельству Джунковского, Обата был поражён дисциплинированностью русских солдат, которые, несмотря на отмену отдания чести, отдавали её офицерам. Японский капитан также был тронут, когда русские солдаты по предложению Джунковского прокричали «ура» в честь микадо. После визита Обата прислал Джунковскому благодарственное письмо, в котором высоко оценил состояние вверенных генералу войск и выразил уверенность в успехе общего дела. 
В сентябре 1917 года Румынию посетила японская военная делегация. Японская делегация, в знак признания заслуг румынской армии и генерала Еремии Григореску, остановившего немецкое наступление в битве при Мэрэшешти, вручила генералу почётный японский меч – дар от императора Японии. 

### Изучение опыта войны
Важной задачей японской военной миссии в России был сбор информации и анализ опыта ведения боевых действий на Восточном фронте. Японские офицеры, находясь при штабах и на передовой, имели возможность непосредственно наблюдать за тактикой и стратегией русской армии, а также за работой штабов. 
Полученные знания и наблюдения тщательно изучались и систематизировались в Японии. Русский военный атташе в Токио осенью 1917 года докладывал, что Япония внимательно следит за ходом войны в Европе, и опыт, полученный несколькими сотнями японских офицеров, прошедших через штабы и войсковые части союзных армий, стал основой для модернизации японских вооружённых сил. Этот опыт, «профильтрованный тщательным изучением и сопоставлением», позволил японскому Военному министерству разработать программу реорганизации армии, её перевооружения и оснащения новыми видами техники.
В 1917 году один из руководителей Артиллерийского департамента японского Военного министерства опубликовал в газете Осака Майнити статью, в которой, основываясь на опыте европейской войны, подчёркивал огромное количество снарядов и взрывчатых веществ, необходимых для успешного ведения современных боевых действий. Он призывал к развитию соответствующих отраслей промышленности в мирное время и заблаговременному планированию поставок сырья.
В то же время, по свидетельству капитана Малькольма Кеннеди, побывавшего на японских манёврах, японская армия к этому времени в некоторой степени отстала от уровня развития военного дела на Западе. Тем не менее, в 1917 году в японском Военном министерстве был создан специальный исследовательский отдел (gunji chösabu) для сбора и анализа информации с европейского театра военных действий. К 1920 году, после изучения отчётов и комментариев японских военных наблюдателей, исследовательская секция Пехотной школы в Тибе приступила к детальному изучению тактических уроков Первой мировой войны. При этом японские офицеры стремились изучить не только положительный опыт союзников, но и недостатки германской армии, которая служила образцом для японских вооружённых сил.

### Сотрудничество в области разведки
1 августа 1914 года, вскоре после начала Первой мировой войны, японский Генеральный штаб предложил русскому военному агенту в Токио генералу Самойлову обмениваться разведывательной информацией, полученной японской агентурой в Европе. Это предложение было сделано с условием соблюдения полной секретности.
В ходе войны штабы двух стран обменивались данными о военно-экономическом потенциале Центральных держав, а также о деятельности разведок противника в Китае. Передача информации осуществлялась через военных атташе. Источниками сведений служили штабы русских фронтов и японская агентура за границей. Директивой японского военного министра от 4 августа 1914 года к сбору разведывательной информации о ходе боевых действий в Европе были привлечены даже те японские военные стажёры и резиденты, которые ранее не занимались агентурной разведкой. Они были оперативно подчинены военным атташе в Великобритании, Франции, Германии, России и Австро-Венгрии. Кроме того, японское военное ведомство заблаговременно направило резидента в Нидерланды с комплектом шифров для связи с немецкой агентурой на случай разрыва дипломатических отношений с Германией.

### Обучение
Японские военные проводили занятия по дзюдо для офицеров российского Главного штаба в Петрограде.

### Изучение внутриполитического положения
Важной задачей японской военной миссии в 1917 году стало изучение внутриполитической ситуации в России. Ключевую роль в этом играл генерал-майор Исидзака Дзэндзиро. Японское руководство рассчитывало использовать его связи в российских армейских кругах для получения информации из Ставки и Военного министерства, а также для оценки возможностей влияния на развитие ситуации в России.
Донесения Исидзаки в Токио зимой 1917 года отражали нарастание кризиса и содержали пессимистичные прогнозы. Он сообщал о вероятности скорой смены режима. В частности, 23 февраля (8 марта)  1917 года Исидзака телеграфировал: «Ходят упорные слухи, что во время запланированного на 27 февраля открытия сессии российского парламента произойдет восстание рабочих. Симптомы этого очевидны». На следующий день он добавил: «Положение Кабинета министров сейчас таково, что по мере приближения даты открытия парламентской сессии оно становится все более неустойчивым... пребывание правительства у власти становится проблематичным». После Февральской революции японская военная разведка активизировала сбор информации. В середине апреля 1917 года Токио поставил перед Исидзакой конкретные задачи:
- Оценить перспективы выхода России из войны и возможность заключения сепаратного мира с Германией.
- Выяснить предполагаемую будущую форму государственного устройства России.
- Определить распределение власти между Временным правительством и Петроградским советом.
- Проанализировать влияние революционных партий на армию и её отношение к событиям.
- Оценить возможность удержания фронта и наличие планов совместного наступления с союзниками.

Для выполнения этих задач Исидзака использовал донесения японских военных представителей при действующей армии, которые подготовили аналитические записки о состоянии русской армии. 22 апреля 1917 года он запросил у ГУГШ разрешение на поездку капитана Юса Кохэй и переводчика лейтенанта Кимуры Сигэкити с 25 апреля по 25 мая. Официальным предлогом было «ознакомление с коннозаводством». Маршрут включал Москву, Воронеж, Хреновое, Харьков, Полтаву, Ростов-на-Дону, Великокняжескую (ныне Пролетарск), Царицын (ныне Волгоград), Саратов и Козлов (ныне Мичуринск). Российский Генштаб не возражал против этой поездки. Позже, 9 июля, Исидзака получил разрешение на трёхмесячную поездку «по личным делам» для майора Хиросэ Дзюсукэ. Планируемый маршрут охватывал Кемь, Архангельск, Москву, Киев, Одессу, Севастополь, Владикавказ, Тифлис (ныне Тбилиси), Баку, Астрахань и Самару. Эти поездки позволяли японским офицерам собирать сведения о настроениях в армии и обществе в различных регионах страны.
Анализ собранной информации позволил японскому кабинету министров к лету 1917 года составить достаточно полное представление об обстановке в России. На основе донесений Исидзаки 15 мая Генеральный штаб представил правительству обзор «Общее развитие революции в России и истинное положение дел в армии». В документе отмечалась поляризация российского общества: с одной стороны, радикальные социалистические партии и группа В.И. Ленина, использовавшие лозунг прекращения войны, с другой — Временное правительство и умеренные социалисты, которые, по оценке авторов обзора, обладали большим авторитетом у населения и выступали за продолжение войны для защиты Отечества. Исидзака и, соответственно, Генеральный штаб полагали, что эту точку зрения разделяет интеллигенция и подавляющая часть армии, и потому считали заключение сепаратного мира России с Германией на тот момент маловероятным.
В своих оценках состояния вооружённых сил Исидзака отмечал незначительное влияние Петросовета на действующую армию, которая, по его мнению, в своём большинстве поддерживала Временное правительство и сохраняла боеспособность благодаря мерам, принятым командованием. Тем не менее, анализ ситуации приводил к выводу, что Россия не сможет принять участие в совместном с союзниками наступлении, запланированном на май 1917 года. Основными причинами этого, согласно донесениям японских наблюдателей с фронта, были деморализующее воздействие большевистской агитации, немецкие призывы к братанию, неясное будущее офицерского корпуса и массовое дезертирство нижних чинов. В то же время, оценки состояния промышленности показывали, что накопить достаточные запасы и боеприпасов не ранее июля–августа 1917 года.
На основе собранной информации японское руководство пришло к выводу, что революционные события являются внутренним делом России. Было принято решение не вмешиваться, поскольку Временное правительство подтверждало верность союзническим обязательствам и, что было особенно важно для Токио, не отказывалось от погашения долгов за поставленное японское вооружение. В связи с этим предложение подполковника Араки Садао, находившегося на Румынском фронте, о направлении двух японских дивизий на Дальний Восток для укрепления обороноспособности региона перед лицом возможной германской агрессии не получило дальнейшего рассмотрения.
Ситуация кардинально изменилась после прихода к власти большевиков в ноябре 1917 года. Новое правительство заявило о выходе России из Первой мировой войны и начало мирные переговоры с Германией, что вынудило Японию существенно скорректировать свою политику. Особое беспокойство Токио вызывал выход Советской России из Антанты, так как это могло не только развязать руки Центральным державам на Востоке, но и спровоцировать вооружённое выступление многочисленных военнопленных австро-венгерской и германской армий, находившихся в Сибири и на Дальнем Востоке. Кроме того, возникли серьёзные опасения относительно перспектив погашения российских долгов за японские военные поставки и сохранности японского военного имущества, складированного в российских портах и на железнодорожных станциях. Эти обстоятельства привели к решению о прекращении деятельности союзнической военной миссии и способствовали принятию Японией решения об участии в интервенции в Сибири.

## Слухи
В период Первой мировой войны, особенно в 1915 году, в русской армии и обществе циркулировали различные слухи, касавшиеся, в том числе, и возможного участия японских войск в боевых действиях на Восточном фронте. Один из таких слухов, говорил о прибытии союзных японских войск на помощь русской армии. Командир лейб-гвардии Гренадерского полка в июле 1915 года писал, что в армии ждут некоего события, которое должно переломить ход войны в пользу России, и что, по одной из версий, этим событием является переброска японской армии. Он отмечал, что многие солдаты якобы даже видели японцев в тылу, называя это «массовой галлюцинацией». Распространялись также слухи о том, что русскими войсками, сражавшимися под Либавой, командовал японский генерал.
Помимо ожиданий военной помощи, распространялись и драматические, хотя и недостоверные, сообщения о самих членах миссии. Так, в конце июня—начале июля 1915 года американские газеты (включая The New York Times и The Colorado Transcript) со ссылкой на «официальные сообщения, полученные из Петрограда» в Токио, сообщили о том, что глава японской миссии при Ставке генерал-майор Накадзима Масатакэ и капитан (в других источниках — майор) Хасимото Тораносукэ якобы совершили харакири во время отступления русской армии из Лемберга (Галиция), чтобы избежать плена. Газеты связывали этот предполагаемый поступок с самурайскими традициями. Однако уже в середине июля 1915 года сингапурская газета «The Straits Times» сообщила, что эта информация, изначально распространённая японской газетой, объявлена «абсолютно ложной». На самом деле, оба офицера продолжили свою службу и карьеру после 1915 года.

## Прекращение миссии
К моменту Октябрьской революции 1917 года из членов военных миссий оставались, помимо военного атташе Исидзаки Дзэндзиро и его помощника майора Хасимото Тораносукэ, группа японских военных представителей во главе с генерал-майором Такаянаги Ясутаро (включая полковников Араки Садао и Коно Цунэкити, подполковника Фуруя Киёси, майора Токинори Хисаси, капитанов Судзуки Сигэясу, Такахаси Сутэдзиро, Куроки Синкэй, Обата Тосиро) и несколько военных стажеров (капитаны Куваки Такаакира, Ямаваки Масатака, Ясуи Тодзи).
Революция и последующий выход России из войны фактически прекратили деятельность миссии в её первоначальном качестве координатора военных усилий союзников. Обстановка в стране становилась всё более хаотичной и опасной, что напрямую затрагивало и остававшихся в России иностранных представителей. Примером таких опасностей стал инцидент, произошедший 7 (20) декабря 1917 года на станции Могилёва. Матрос крейсера «Рюрик» Иван Цветков, известный своим буйным поведением, в нетрезвом состоянии напал на французского и японского военных атташе (или офицеров миссий), угрожая им револьвером и выкрикивая оскорбления. По одним данным, японский офицер оттолкнул руку Цветкова с оружием, позволив обоим атташе скрыться. По другим, Цветков избил японского атташе. На следующий день товарищи Цветкова провели над ним «революционный товарищеский суд» и, признав виновным в этом и других проступках, расстреляли, считая его поведение позором для флота.
В том же декабре 1917 года, после начала советско-германских переговоров о перемирии, японское правительство приняло официальное решение о сворачивании военного сотрудничества и инициировало эвакуацию персонала. Процесс эвакуации проходил с января по начало марта 1918 года. Основная часть военных представителей и стажеров, включая генерал-майора Такаянаги, покинула Россию, вернувшись в Японию преимущественно через Сибирь и Маньчжурию. Некоторые офицеры, такие как полковник Коно и капитан Обата, выехали через Европу, направившись в Стокгольм. В Советской России на тот момент остались только военный атташе генерал-майор Исидзака Дзэндзиро, его помощник майор Хасимото Тораносукэ и подполковник Фуруя Киёси, находившийся в Москве.

## Последствия
Опыт, полученный членами японской военной миссии в России, нашёл применение в последующий период. Собранная информация об опыте ведения войны на Восточном фронте использовалась при модернизации японской армии. Кроме того, знание российских реалий и опыт работы в стране оказались востребованы после Октябрьской революции и начала японской интервенции. В частности, бывшие представители Японии при Ставке генерал-майоры Накадзима Масатакэ (в 1915—1916 гг.) и Такаянаги Ясутаро (в 1917—1918 гг.) по возвращении возглавляли 2-е (разведывательное) управление Генерального штаба и принимали непосредственное участие в планировании и осуществлении интервенции на советском Дальнем Восток.

## Оценки историков
В советской историографии, зачастую исходившей из представления о системном противостоянии между Россией/СССР и Японией в первой половине XX века, деятельность японской военной миссии во время Первой мировой войны, как правило, оценивалась негативно, японских офицеров и дипломатов обвиняли в шпионаже и подрывной деятельности. В работе С. Уранова «Подрывная работа японской разведки в СССР» 1937 года утверждается, что японская военная миссия (названная «агентурой») в «царской России» действовала «нагло» в годы Первой мировой войны, пользуясь союзническими отношениями. В качестве примера приводится случай с японским наблюдателем Араки Садао, который, по утверждению Уранова, был настолько явным шпионом, что даже царская жандармерия была вынуждена арестовать его в Иркутске в 1916 году, но освободила из-под ареста из-за его официального положения и нежелания портить отношения с Японией.
Современные исследования российско-японских отношений начала XX века подчеркивают, что после войны 1904–1905 гг. между двумя странами наметилось принципиальное геополитическое сближение, а в годы Первой мировой войны они уже были фактически союзницами, что увенчалось договором 1916 года. Российская исследовательница С.А. Михайлова, основываясь на анализе передвижений и поведения японских дипломатов, военных агентов и наблюдателей, полагает, что, несмотря на заключение союзнического договора в 1916 году, Япония уже с этого времени начала рассматривать возможность интервенции в Россию, причём не только на Дальнем Востоке, но и на Кавказе, а также в Восточной и Северной Европе. В то же время, доктор исторических наук Вадим Михайлов, оспаривает подобные выводы, считая необоснованными обвинения Японии в планировании войны против России в условиях союзнических отношений. Он отмечает, что, хотя штабы обеих стран до войны, возможно, и рассматривали друг друга как вероятных противников, это не отразилось на конкретных действиях и планах России и Японии в период Первой мировой войны.
Ю.С. Пестушко утверждал, что Восточный фронт посетили лишь несколько японских офицеров Генерального штаба, а добровольцев там не было. В. Михайлов указал на фактические и стилистические ошибки в этом утверждении. По мнению Михайлова, некоторые японские добровольцы всё же воевали, а также помимо офицеров Генштаба, были направлены «несколько сотен» японских артиллеристов и инструкторов.

## Упоминания в мемуарах
Письмо одного из пессимистичных русских фронтовиков упоминает о прибытии японцев как о «единственной радостной новости». По свидетельству вице-губернатора Могилёва, японские офицеры при Ставке отличались усердием: «работали не покладая рук», «все видели, все замечали и все добросовестно изучали». Глава японской миссии, хорошо владевший русским языком, во время обедов, будучи соседом князя Друцкого, подробно расспрашивал его (используя заранее подготовленные вопросы) о темах, казалось бы, далёких от войны: об устройстве земских и городских учреждений, о ходе аграрной реформы Столыпина, о земских начальниках и волостных судах. Друцкой, по его словам, старался отвечать максимально точно и подробно, не испытывая к японскому генералу неприязни. Друцкой также отмечал, что, по его мнению, уровень других иностранных военных миссий в Могилёве был «значительно слабее и легковеснее японской». 
Генерал Эдуард Владимирович Экк в своих воспоминаниях описывает визит в Турку в начале апреля 1915 года военных представителей союзных держав, в том числе японского генерала Накадзимы. Экк отмечает, что Накадзима и другие представители союзников провели в Турку целую неделю, осматривая русские позиции. Японский генерал свободно говорил по-русски, что облегчало его общение с русскими офицерами. Союзные представители, по словам Экка, подчёркивали радушие, с которым их принимали, и хорошее настроение русских войск. Экк приводит эпизод, когда на одной из позиций Накадзима подошёл к двум пожилым солдатам, награждённым Георгиевскими крестами за бои под Мукденом во время русско-японской войны. Узнав, что солдаты участвовали в этих боях, Накадзима, сам бывший участником тех событий, с уважением отозвался об их храбрости и попросил сфотографироваться с ними на память. 
Флигель-адъютант Николая II А. А. Мордвинов в своих воспоминаниях «Из пережитого», описывая свое состояние и общение с представителями союзников в Ставке уже после Февральской революции и отречения императора, особо упоминает японского генерала Накадзиму Масатакэ. Мордвинов описывает его как «холодного, сдержанного и непроницаемого», но отмечает, что Накадзима, хорошо говоривший по-русски («и не знал другого иностранного языка»), во время уединенных вечерних прогулок по окрестностям Могилева «высказывал глаз на глаз неоднократно свое искреннее сочувствие» по поводу судьбы арестованной царской семьи.
М.Я. Белевская, находившаяся в Ставке Верховного главнокомандующего в Могилёве, оставила подробные воспоминания о японском офицере Обате, который, по её словам, выделялся среди других представителей союзных армий. Белевская отмечает, что русские относились к японцам с любопытством, памятуя о недавней русско-японской войне. Обата, по её описанию, был полностью сосредоточен на интересах Японии и внимательно наблюдал за происходящим в России, не проявляя при этом явных эмоций по поводу русских успехов или неудач. Белевская вспоминает случай, когда после падения Ковно Обата с другим японским офицером громко смеялись на улице, что вызвало её возмущение. Обата объяснил своё поведение радостью от получения посылки из Японии и извинился. Автор мемуаров также описывает стремление Обате приспособиться к русским обычаям: он давал на чай прислуге, делал подарки хозяйке дома во время обеда, произнося витиеватые речи. Белевская упоминает и об интересе Обате к русскому языку и литературе. Она дала ему почитать рассказ Куприна «Штабс-капитан Рыбников», что вызвало у Обате сильное волнение, когда он понял, что главный герой – японский шпион. По словам Белевской, Обата предсказал тяжёлые и продолжительные последствия революции в России, советуя ей «спать десять лет». 
Военный врач В. П. Кравков в своих дневниках за 1914–1915 годы неоднократно упоминает японского офицера, которого он называет «Николай Иванович». В октябре 1914 года Кравков, находясь, в штабе одной из армий, описывает японца как своего соседа за обеденным столом, который мешает ему слушать разговоры командования, пытаясь общаться на «полупонятном <...> коверканном русском языке». В ноябре 1914 года Кравков договаривался с «Николаем Ивановичем» о совместной поездке на автомобиле для наблюдения за бомбардировкой Летцена. В декабре 1914 года японский офицер, «любуясь» орденами Кравкова, выразил удивление по поводу несоответствия его генеральского чина и наград должности помощника полковника. В июле 1915 года «Николай Иванович» поделился с Кравковым наблюдением о различиях в отношениях между офицерами и солдатами в японской и русской армиях, отметив, что у японцев офицеры «гораздо ближе стоят к солдатам, между же собой — дальше». 
В то же время, рядовые члены японской миссии, по-видимому, не оставили столь же яркого впечатления у сотрудников Ставки. Возможно, это связано с тем, что после назначения Николая II Верховным главнокомандующим штат Ставки значительно увеличился (с 60 до 250-300 человек), и японские офицеры просто затерялись среди большого количества служащих. Адмирал А.Д. Бубнов вспоминал о встречах с японцами в ложе городского театра, отмечая их традиционные поклоны и почтительное «шипение», которые смущали его супругу.